# Stetten (Thalmässing)
Stetten ([ˈʃtɛtn̩] ) ist ein Gemeindeteil des Marktes Thalmässing im Landkreis Roth (Mittelfranken, Bayern). Stetten liegt in der Gemarkung Schwimbach.

## Geographische Lage
Das Dorf liegt im Norden des Naturparks Altmühltal auf der Hochfläche zwischen dem Tal der Thalach und dem Tal des Schwimbaches circa 2,5 Kilometer nördlich von Thalmässing. Stetten liegt an der Kreisstraße RH 40, die von Thalmässing heraufführt und nach Stauf weiterführt. Durch Gemeindestraßen ist das Dorf mit Schwimbach im Osten und Alfershausen im Westen verbunden.
Die Dorfflur ist 211 Hektar groß.

## Geschichte
Stetten ist erstmals in einer Urkunde erwähnt, die zwischen 1146 und 1149 entstand; allerdings ist nicht ganz sicher, dass es sich hierbei um den heutigen Thalmässinger Gemeindeteil handelt. Diese Schenkungsurkunde zugunsten des Klosters Plankstetten bezeugten die Ortsadeligen Hermannus und Chounradus de „Stetin“. 1292 schenkten die Brüder von Stauf ihren Schwestern Agnes und Elisabeth, die Nonnen des Zisterzienserinnenklosters Seligenporten waren, einen Hof in Stetten.
Gegen Ende des Alten Reiches, um 1800, bestand Stetten aus zwölf Untertanen-Anwesen. Vier Höfe und sechs Güter gehörten grundherrschaftlich zum brandenburg-ansbachischen Kastenamt Stauf, je ein Hof unterstand dem Spitalamt Nürnberg und dem Klosteramt Seligenporten. Die Dorf- und Gemeindeherrschaft übte das Kastenamt Stauf aus, die Hochgerichtsbarkeit das brandenburg-ansbachische Oberamt Stauf-Landeck. Das Dorf unterstand der Ehehaft Alfershausen und war kirchlich der evangelisch-lutherischen Pfarrei Schwimbach zugeordnet.
Im Königreich Bayern wurde Stetten 1808 dem Steuerdistrikt Thalmässing zugeordnet. Im Zuge der Gemeindebildung von 1818 kam das Dorf zur Ruralgemeinde Schwimbach, der auch die Einöde Appenstetten angeschlossen wurde. Seit 1809 im Landgericht Raitenbuch, kam die Gemeinde Schwimbach und damit auch Stetten 1812 an das Landgericht Greding. 1875 wurden in Stetten 13 Pferde und 79 Stück Rindvieh gehalten; auch heute ist der Ort überwiegend landwirtschaftlich geprägt.
Im Zuge der Gemeindegebietsreform wurde die Gemeinde Schwimbach mit ihren Gemeindeteilen zum 1. Mai 1978 nach Thalmässing im Landkreis Roth eingegliedert.

### Einwohnerentwicklung
- 1818: 69 (19 „Feuerstellen“ = Haushaltungen, 12 Familien)[11]
- 1823: 73 (12 Anwesen)[9]
- 1840: 93 (14 Häuser)[12]
- 1871: 64 (50 Gebäude)[10]
- 1900: 62 (15 Wohngebäude)[13]
- 1950: 98 (13 Anwesen)[9]
- 1961: 74 (14 Wohngebäude)[14]
- 1970: 61[15]
- 2015: 56[16]